# Julián Juderías y Loyot
Julián Juderías y Loyot   (Madrid, 16 de setembre de 1877 - Madrid, 19 de juny de 1918) va ser un historiador, sociòleg, crític literari, periodista, traductor i intèrpret del Ministeri d'Estat del govern d'Espanya. Va ser el principal divulgador de l'expressió i del concepte de «llegenda negra».
Neix a Madrid, en el si d'una família il·lustrada. El seu pare, Mariano Juderías, era un conegut traductor i autor d'assajos històrics. Dels seus vuit besavis, dos eren espanyols, cinc francesos i un d'alemany. Amb 17 anys comença a treballar en el Ministeri d'Estat. El 1900, a la mort del seu pare, marxa a París a l'Escola de Llengües Orientals. Allí i a Leipzig va estudiar i va perfeccionar els seus coneixements de rus i d'altres llengües eslaves. El 1901 el nomenen jove de llengües en el consolat d'Espanya a Odesa. Hi va romandre fins a desembre de 1903, en què torna a Espanya. Durant la seva estada a Rússia comença a col·laborar en la revista La Lectura de la qual seria, des de 1909 fins a la seva mort, el redactor en cap. Durant anys va portar la secció «Revista de revistas» traduint articles de les setze llengües que coneixia: alemany, txec, búlgar, croat, danès, francès, neerlandès, hongarès, anglès, italià, noruec, portuguès, romanès, rus, serbi i suec.
La seva primera obra va ser un assaig sociològic sobre la condició dels obrers a Rússia, i va estar des de 1904 fins a la seva mort vinculat a l'Institut de Reformes Socials, avui CES, investigant i comparant el tracte que es donava en diferents països a qüestions com la delinqüència juvenil, els tribunals de menors, la mendicitat, la prostitució i el tràfic de blanques i el petit crèdit urbà i rural, avui anomenat microcrèdit.
Va arribar a ingressar, el mateix any de la seva mort, en la Reial Acadèmia de la Història. Va escriure gran quantitat d'obres erudites, però se'l recorda sobretot per haver divulgat en una d'elles l'expressió «Llegenda negra» per referir-se al que fora, segons ell, suposat tracte incert, exagerat o manipulat dels fets de la història d'Espanya, en qüestions com l'Imperi Espanyol centreeuropeu i italià, la Inquisició espanyola o la conquesta i colonització d'Amèrica. Fins a la publicació de la primera biografia de Juderías (2007) es va creure que era l'inventor de l'expressió i del concepte, però ara se sap que va tenir predecessors, com Emilia Pardo Bazán, en 1899, i Vicente Blasco Ibáñez en el marc de les seves respectives conferències de París (1899) i Buenos Aires (1909). També es tenia a Juderías per un reaccionari, però el seu biògraf va demostrar que lluny de ser-ho, fou un destacat regeneracionista, vinculat a tres de les fites del regeneracionisme espanyol, l'Ateneo de Madrid, la revista La Lectura i l'Institut de Reformes Socials. Els seus viatges, i la universalitat que li donava la seva comprensió de les cultures aparellades a les llengües, tenen també molt a veure amb una altra de les dimensions de la seva obra: la sociologia.
Potser per les habilitats adquirides en recopilar professionalment articles, lleis i monografies sobre reformes socials, el va fer col·leccionar també Historias de España en diferents idiomes i, per tant, amb diferents enfocaments. Es diu que va arribar a reunir-ne vint-i-quatre, escrites en almenys cinc de les setze llengües que llegia, més multitud de llibres i articles sobre temes d'història d'Espanya narrats per escriptors d'altres països.
El 1913, Juderías va guanyar un concurs literari convocat per la revista La Ilustración Española y Americana amb un treball sobre les suposades manipulacions, exageracions o falsificacions dels fets històrics que han acabat, segons alguns espanyols, per associar-los individualment i col·lectivament, més que a altres nacions, atributs de fanatisme, crueltat, intolerància, cobdícia, tirania o gust pels espectacles bàrbars. La Inquisició, la Brevísima historia de la destrucción de las Indias, de Fra Bartolomé de las Casas, la repressió als Països Baixos o la tauromàquia, són exemples en suport d'aquestes atribucions.
Després de la publicació el 1914 de La leyenda negra y la verdad histórica a La Ilustración Española y Americana en 5 lliuraments repartits entre gener i febrer, ho va reeditar ampliat («una ampliació, i si es vol una ratificació», va ser la seva pròpia presentació) en el mateix any, i va publicar una segona edició el 1917, afegint-li un gran capítol: «La obra de España». Aquesta segona edició va ser patrocinada per Juan C. Cebrián. Des de llavors han estat nombroses les reedicions d'aquesta obra, sempre a partir de la segona edició.
Les obres de Juderías, anys després de la seva mort, exercirien una gran influència sobre autors conservadors, com Ramiro de Maeztu o José María de Areilza.

## Obres
Història
- Un proceso político en tiempos de Felipe III: don Rodrigo Calderón, marqués de Siete Iglesias; su vida, su proceso y su muerte, Madrid, Tip. de la Rev. de Archivos, 1906
- Los favoritos de Felipe III: don Pedro Franqueza, conde de Villalonga y Secretario de Estado, Madrid, Imprenta de la Revista de Archivos, 1909
- España en tiempos de Carlos II el Hechizado: obra que obtuvo el Premio Charro Hidalgo en el concurso abierto por el Ateneo de Madrid en 1908-1910, Madrid, Tip. de la Revista de Archivos, 1912
- Don Gaspar Melchor de Jovellanos: su vida, su tiempo, sus obras, su influencia social: obra premiada por la Real Academia de Ciencias Morales y Políticas, Madrid, Imp. de J. Ratés, 1913
- «La leyenda negra y la verdad histórica: España en Europa, trabajo premiado por La Ilustración Española y Americana en el concurso de 1913», La Ilustración Española y Americana, Madrid, enero-febrero de 1914
- La leyenda negra y la verdad histórica: contribución al estudio del concepto de España en Europa, de las causas de este concepto y de la tolerancia política y religiosa en los países civilizados, Madrid, Tip. de la Revista de Archivos, 1914
- Gibraltar: apuntes para la historia de la pérdida de esta plaza, de los sitios que le pusieron los españoles y de las negociaciones entre España e Inglaterra referentes a su restitución: 1704-1796, Madrid, Tip. de la Rev. de Archivos, 1915
- La leyenda negra: estudios acerca del concepto de España en el Extranjero: segunda edición completamente refundida, aumentada y proveïda de nuevas indicaciones bibliográficas, Barcelona, Araluce, 1917
- La reconstrucción de la historia de España desde el punto de vista nacional: discursos leídos ante la Real Academia de la Historia en el acto de su recepción pública por el Excmo. Sr. don Julián Juderías y Loyot y por el Excmo. Sr. don Jerónimo Bécker y González, académico de número, el 28 de abril de 1918, Madrid, Imprenta Clásica Española, 1918
- Don Francisco de Quevedo y Villegas: la época, el hombre, las doctrinas: obra premiada con accésit por la Real Academia de Ciencias Morales y Políticas en el concurso ordinario de 1917, Madrid, Establecimiento Tipográfico de Jaime Ratés, 1923.

Sociologia
- El obrero y la ley obrera en Rusia, Madrid, Ministerio de Estado, 1903, Madrid, Ministerio de Estado, 1903, publicado en la Gaceta de Madrid (24.6.1903)
- La miseria y la criminalidad en las grandes ciudades de Europa y América, Madrid, Imp. de Arias, 1906
- La protección a la infancia en el extranjero, Madrid, Imp. de Arias. 1908
- Los hombres inferiores: estudio acerca del pauperismo en los grandes centros de población, Madrid, 1909, vol. VII de la Biblioteca de Ciencias Penales
- La reglamentación de la prostitución y la trata de blancas, Madrid,1909
- Le Patronage Royal pour la repression de la traite des blanches et le Congrès de la Fédération Abolitioniste Internationale (Genève septembre 1908), Madrid, Suc. de Minuesa de los Ríos, 1908
- El problema de la mendicidad: medios prácticos de resolverlo, memoria que obtuvo el Premio del Ministro de la Gobernación en el concurso abierto en 1908 por la Sociedad Española de Higiene, Madrid, 1909
- Le petit crédit urbain et rural en Espagne, Bruxelles, Comité International de l'Association pour l'étude des problèmes des classes moyennes, 1909
- El problema del abolicionismo, memoria presentada al Congreso de la Asociación Española para el progreso de las Ciencias celebrado en Valencia, Madrid, 1909
- Los tribunales para niños: medios de implantarlos en España, ponencia presentada al Consejo Superior de Protección a la Infancia y publicada por éste, Madrid, 1910
- La trata de blancas: estudio de este problema en España y en el Extranjero, memoria premiada por la Sociedad Española de Higiene en el concurso de 1910, Madrid, 1911
- La higiene y su influencia en la legislación, memoria premiada por la Sociedad Española de Higiene en su concurso de 1911, Madrid, 1911
- La infancia abandonada: leyes e instituciones protectoras, memoria premiada por la Real Academia de Ciencias Morales y Políticas en el consurso de la fundación del señor d. José Santa María de Hita, Madrid, Imp. de J. Ratés, 1912
- La juventud delincuente: leyes e instituciones que tienden a su regeneración, memoria premiada por la Real Academia de Ciencias Morales y Políticas, Madrid, Imp. de J. Ratés, 1912
- Recueil des lois et ordonnances en vigueur pour la répression de la traite des blanches dans les principaux pays d'Europe et d'Amérique: fait au nom du Patronage Royal Espagnol pour la Repression de la Traite des Blanches, Madrid, Imp. Suc. de M. Minuesa de los Ríos, 1913
- Mendicidad y vagancia, ponencia para la Asamblea Nacional de Protección a la Infancia y represión de la mendicidad, 13-18 de abril de 1914; sección 3ª, Madrid, Imp. del Asilo de Huérfanos, 1914
- El problema de la infancia obrera en España, publicación de la Sección Española de la Asociación Internacional para la Protección Legal de los Trabajadores, Madrid, 1917
- Problemas de la infancia delincuente: la criminalidad, el tribunal, el reformatorio, Biblioteca «Pro-Infantia», Madrid, 1917.

Política
- Rusia contemporánea: estudios acerca de su situación actual, Madrid, Imp. de Fortanet, 1904.

Traduccions
- Páginas eslavas: cuentos y narraciones de Gogol, Pushkin, Wagner, Marlinsky, Sagoskin, Gorki, etc. Madrid, Imp. Artes Gráficas, 1912 Incluye: La bruja, de Gogol; El Kan y su hijo, de Gorki; Las dos cuñadas, de Sagoskin; El velo rojo, de Marlinsky; Myrrha, de Wagner; La hidalga campesina, de Pushkin; La dama de pique; de Pushkin; Una noche extraordinaria, de Chéjov; Dos cuentos populares, de Tolstói
- Strindberg, August, «La señorita Julia» (Fröken Julie), «El padre» (Fadren), Madrid, Imp. Artes Gráficas, 1909
- Pushkin, Alexander, La hidalga campesina; Azar en el juego; El desafío, Madrid, Imp. de la Revista de Archivos, Bibliotecas y Museos, 1916 (reeditado en Madrid, Biblioteca El Sol, 1992)
- Andrieief, Leónidas, «Erase una vez...» La Lectura, 1913, I, págs. 45-58
- Dickens, Carlos, «Documentos póstumos del club Pickwick» (fragmento), La Lectura, 1914, I, págs. 285-294
- Gatty, Margaret, «La nieve roja», La Lectura, 1913, II, págs. 170-177
- Hoffmann, E.T.G., «El tonelero de Nuremberg», La Lectura, 1914, I, págs. 426-432; 1914, II, págs. 53-59, 150-160, 264-271, 395-402
- Pinheiro Chagas, «La cuna siniestra: leyenda histórica portuguesa», La Lectura, 1913, I, págs. 388-399; 1913, II, págs. 46-56
- Turguénev, Iván, «Un rey Lear de la estepa», La Lectura, 1913, II, págs. 295-301 417-427; 1913, III, págs. 49-56, 281-290, 414-429.

Articles
- «Una boda regia a principios del siglo XVII», España Moderna, mayo de 1916
- «Españoles y franceses en el siglo XVII», La Lectura, 1911, III, págs. 126 a 134
- «Madrid en tiempos de Carlos II el Hechizado», La Lectura, 1911, III, págs. 434 a 448
- «Estado político-militar de España a finales del siglo XVII», Revista técnica de Infantería y Caballería, agosto-septiembre de 1911
- «Políticos y militares españoles bajo el reinado de Carlos II», Revista técnica de Infantería y Caballería, enero-septiembre de 1912
- «La formación de la América Española según un libro reciente» (Les démocraties latines de l'Amérique, par J. García Calderón), La Lectura, 1913, I, págs. 11 a 19 y 142 a 154.
- «La candidatura de Hohenzollern al trono de España» (a propósito de los estudios de Richard Fester), La Lectura, 1913, II, págs. 307 a 309
- «El pensamiento político catalán durante la guerra del Rosellón según un libro reciente», La Lectura, 1913, III, págs 269 a 280
- «Felipe II según un libro reciente» (Fanatiques. Philippe II d'Espagne, par E. Clauzel), La Lectura, 1913, II, págs. 279 a 294
- «Los comienzos de una privanza», La Lectura, 1915, III, págs. 62 a 71 y 405 a 414
- «Los exploradores españoles del siglo XVI» (a propósito de la traducción del libro de Charles Lummis The Spanish Pioneers), La Lectura, 1916, I, págs. 192 a 197
- «España y sus políticos en tiempos de Mendizábal, según Lord Clarendon», La Lectura, 1917, III, págs. 242 a 253 y 362 a 375
- «Tomás Juan Barnardo», Revista Penitenciaria, 1906, págs 593 a 603
- «Juan Enrique Wichern y su sistema de educación protectora», Revista Penitenciaria, ¿1909? págs. 721 a 727
- «Un alma grande: Josefina Butler», La Lectura, 1909, II, págs. 407 a 422
- «Socialismo y sindicalismo» (a propósito del libro de Philip Snowden), La Lectura, 1913, III, págs, 439 a 444
- «La huelga minera inglesa en los periódicos y en las revistas», La Lectura, 1912, págs. 42 a 59 y 158 a 169
- «Alemania vista por un francés» (a propósito del libro de Huret En Allemagne), La Lectura, 1909, III, págs. 198 a 202
- «La unidad imperial inglesa» (a propósito del libro Imperial Unity, por el Vizconde Milner), La Lectura, 1909, III, págs 318 a 324
- «Guillermo II, su carácter y sus ideas según un libro reciente», La Lectura, 1912, I, págs. 225 a 231
- «La prensa en los Estados Unidos», Nuestro Tiempo, 1912, I, págs. 79 a 87
- «El imperialismo japonés» (a propósito del libro de Henri Labroue L'Impérialisme japonais), La Lectura, 1912, I, págs. 386 a 394
- «Silueta egregia: Mutsu Hito, emperador del Japón, La Lectura, 1912, III págs. 1-8
- «El Times de Londres, sus orígenes y su organización», La Lectura, 1912, III, págs. 142-149
- «En los Balkanes: los estados, las razas, las ambiciones», La Lectura, 1912, III págs. 238-248
- «El tratado hispano-francés ante el Parlamento español», La Lectura, 1913 I, págs. 20-44 y 155-178, exposición de distintos puntos de vista mantenidos en el Congreso
- «Los secretos de la prensa europea: un libro sensacional. A propósito de la obra de Joseph Eberle Grossmacht presse», La Lectura, 1913 II 409-416; 1913 III, págs. 40 a 48
- «Literatura de la guerra» (bibliografía de la guerra europea), La Lectura, más de veinte recensiones repartidas entre 1914 y 1918
- «Don Antonio Maura y los problemas de la vida española», La Lectura, 1917 II
- «Chejov», La Lectura, 1902, III, págs. 165-170
- «Nicolás Vasilievich Gogol. A propósito de su primer centenario», La Lectura, 1909 I, págs. 414-430
- «Tolstoi en la intimidad» (a propósito del libro de Serge Persky Tolstoi Intime), La Lectura, 1909 III, págs. 440-449
- «El triunfo de la imaginación: Selma Lagerlöf», La Lectura, 1910 I, págs 44-52
- «Una nueva biografía de Dickens» (a propósito de un libro de Chesterton, Charles Dickens), La Lectura, 1910, I, págs 74-85
- «La literatura contemporánea en Rusia», Nuestro Tiempo, 1910, III, págs. 85-96
- «El conde León Nicolaievich Tolstoi: apuntes biográficos», La Lectura, 1910 III, págs. 392-405
- «Tolstoi y la prensa europea», 1910 III, págs. 405-421
- «August Strindberg», La Lectura, 1912 II, págs. 233-245
- «Un filósofo del amor: Remy de Gourmont», Nuestro Tiempo, 1912, III, págs. 293-300
- «La correspondencia de don Juan Valera», La Lectura, 1913 I, págs. 130-142 (firma como Bénder)
- «Shakespeare no fue autor dramático» (a propósito del libro de Demblon Lord Rutland et Shakespeare), La Lectura, 1913 I, págs. 244-253
- «La muerte, según Maeterlinck», La Lectura, 1913, II, págs. 34-45
- «Romancerillo del Plata. A propósito del libro de Ciro Bayo», La Lectura, 1913 II, págs. 438-442
- «Vida y aventuras de Fray Tiburcio de Redin. A propósito del libro de don Julio Puyol y Alonso», La Lectura, 1913 III, págs. 448-452
- «Don Juan Valera: apuntes para su biografía», La Lectura, 1913 III págs. 151-159; 245-256; 393-404; 1914 I, págs. 32-38; 166-174; 396-408; 1914 II págs. 138-149; 254-263
- «La bondad, la tolerancia y el optimismo en las obras de don Juan Valera», La Ilustración Española y Americana, agosto-septiembre de 1914.
- «Los orígenes de Gil Blas de Santillana», La Lectura, 1916 I, págs. 280-286; 395-400; 1916 II, págs. 47-56.
- «La idea del Quijote en España y su evolución», La Lectura, 1916 II, págs. 140-144; 287-295
- «La novela uruguaya», La Lectura, 1917 I, págs. 19-31
- «Don Juan Valera y don Gumersindo Laverde: fragmentos de una correspondencia médica», 1917 III págs. 15-27; 165-178
- «Tristezas de la guerra» (a propósito de Sous le joug de la guerre. Impressions d'un petit homme des grands jours, de Léonid Andreief), 1918, I, págs. 47-57
- «La literatura norteamericana en España. A propósito de un libro», La Lectura, 1918 I, págs. 350-355
- «La España moderna. Das moderne Spanien, von Gustav Diercks», La Lectura, 1910, I, págs 59-75
- «La verdad acerca de España. The truth about Spain, by G. H. Ward», La Lectura, 1911, págs. 228-239
- «La vida doméstica en España. Home life in Spain, by S. L. Bensusan», La Lectura, 1911, II, págs. 206-217
- «Cuatro meses a pie por España. Four months afoot in Spain, by Harry A. Frank», La Lectura, 1912, II, págs. 83-86
- «Un nuevo libro acerca de España. A propósito de Spanien Kulturbilleder, de Karl Bratli», La Lectura, 1913, I, págs. 303-306.

Articles a El Debate
- «El Cardenal Cisneros y M. Pitollet», 10.2.1918
- «Don Quebrantahuesos, grande de España», 2.3.1918
- «España y la opinión pública alemana», 16.3.1918
- «El ejemplo de Cristo, según Don Francisco de Quevedo», 30.3.1918
- «Los españoles no éramos latinos en 1890: ¿lo somos en 1918?, 18.4.1918
- «Don Quijote en Irlanda», 27.4.1918
- «Don Quijote en Irlanda», 1º.5.1918
- «Cómo tomaron los españoles Amiens en 1597», 11.5.1918
- «Una defensa absurda de nuestra colonización» 30.5.1918

Sota el pseudònim Marcos de Obregón
- «Rectificaciones históricas», 8.2.1918
- «Las ideas de Mr. Wilson», 14.2.1918
- «Candor de los yanquis», 21.2.1918
- «Un plagio intolerable», 7.3.1918
- «Los socialistas alemanes y la Conferencia de Londres», 20.3.1918
- «Espejo de neutrales», 22.3.1918
- «Sociedad libre de Naciones o England, America & Cº Limited», 6.4.1918
- «¿Quién impidió la conciliación entre España y los Estados Unidos en 1898?», 8.4.1918
- «Un debate parlamentario acerca de Gibraltar en 1782», 10.4.1918
- «¿Se desmorona el Imperio británico?», 14.4.1918
- «Bélgica e Irlanda», 24.4.1918
- «Irlanda en el siglo XIX: insistiendo», 4.5.1918
- «España, Inglaterra, Gibraltar, etc: rectificando», 6.5.1918
- «Cosas de Irlanda: nueva réplica a 'Anglo-Irlandés'», 8.5.1918
- «La aportación de la Múltiple (tercera y última réplica a Anglo-Irlandés», 14.5.1918
- «Bélgica e Irlanda: epílogo a una polémica», 22.5.1918
- «Francia y el corso en 1796», 24.5.1918
- «Por qué fracasó la tentativa de paz del Emperador Carlos», 27.5.1915
- «La culta Europa y los salvajes de África», 5.6.1918